# 鉄工所
鉄工所（てっこうじょ、英語:iron works）は、鉄や鋼を加工して鉄製品・鋼製品を作る工場である。またそれを運営する会社のこと。

## 概要
金属材料に加工をほどこす工場であり、顧客から寄せられる要望、すなわち鉄製品やステンレス製品の製作の依頼・注文に応じて、いわゆるオーダーメイドで、設計、金属加工(切断・バリ取り・穴開け・組立て・ボルト締め・溶接・塗装 等)を行い、製品を完成させる。
また現地で施工する必要があるものについては施工も行う。
客が製作依頼する製品にはたとえば次のようなものがある。
- 建物の鉄骨[1]。多いのはH型鋼の加工と施工。
- 金属製階段[1]
- 公園の遊具[1]
- 鉄製家具、ステンレス製家具[1]
- 工場の金属製設備[1]
- 大型船の鋼鉄製部品[1]。
- 産業用ロボットの機械部品
- 店舗什器
- バーベキュー台、キャンプ道具

### 専門的鉄工所
分野をあまり限定せず技術的に可能な範囲で幅広く注文を受け付ける鉄工所もあるが、
各鉄工所はそれぞれ得意としている分野があり、商売の戦略上も特定分野に特化する専門的な鉄工所も多い。たとえば次のような鉄工所である。
| - 建物の鉄骨（製造・施工）専門の鉄工所 - 鉄階段専門の鉄工所 - 階段手すりや階段の専門 - 鋼鉄製橋梁や水門の専門 - 送電用鉄塔の専門 - 船舶専門の鉄工所。社名が「○○造船鉄工所」とされていることが多い。 - 鉄道部品専門の鉄工所 - 自動車部品などのロータリー研磨・両頭研磨等の研磨専門の鉄工所 - クランクシャフト専門 - 曲げ加工専門 - 精密歯車専門の鉄工所 - パイプ切断および面取り専門 - NC旋盤、マシニング等 専門 - 熱間鍛造専門 - 冷間鍛造専門 | - 水道の大型バルブに特化している鉄工所 - 消火栓・給水栓の専門の鉄工所 - 巻取機やスリッター専門の鉄工所 - コンベアのローラ専門の鉄工所 - カットブロワー・排送風機、ダクト 等 専門 （すなわち送風や通風の製品専門） - 切削工具（ロウ付けバイト）専門の鉄工所 - 公園の遊具に特化している鉄工所 - ステンレス製品に特化した鉄工所 - 店舗什器や鉄家具に特化した鉄工所 等々である。 それぞれ、特化した分野に必要な施設を備えている。 |

### 鉄骨の鉄工所
建築物の鉄骨などを作っている鉄工所では通常は工事まで担当している。現場へ金属製の資材を搬入し、設計図をもとに部品を現場で組み立て、溶接をして仕上げる。
鉄骨の工場にはグレード（Ｊ,Ｒ,Ｍ,Ｈ,Ｓ）が定められている。

## 鉄工所を運営する法人
なお、鉄工所を運営する会社は、会社名も○○鉄工所としていることが多い。

## ギャラリー

フィンランドのフィスカース社の鉄工所（1955年）
アメリカ合衆国ジョージア州コロンバスにあった、コロンバス鉄工所（Columbus Iron Works）、1968年
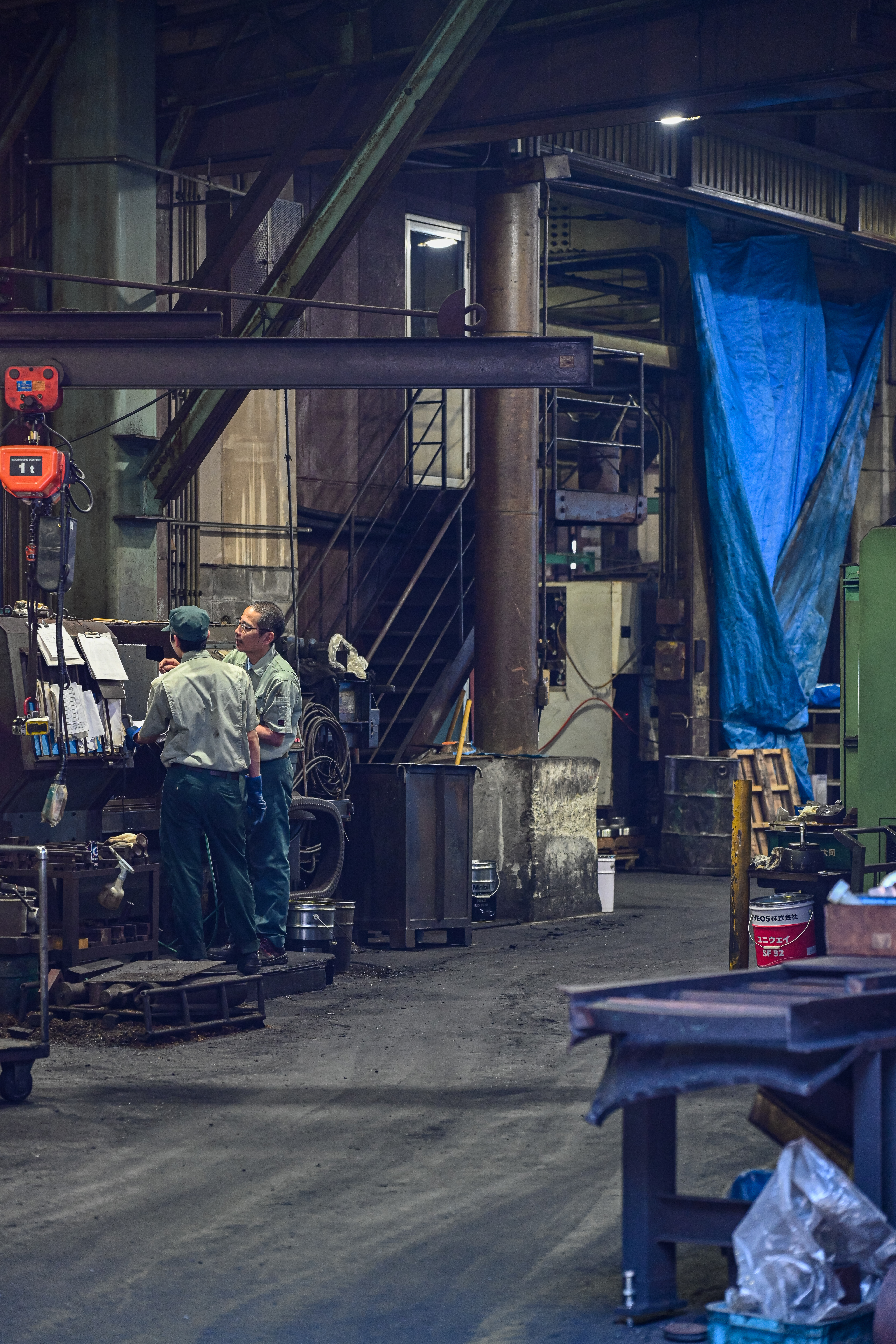
日本の鉄工所の内部の例
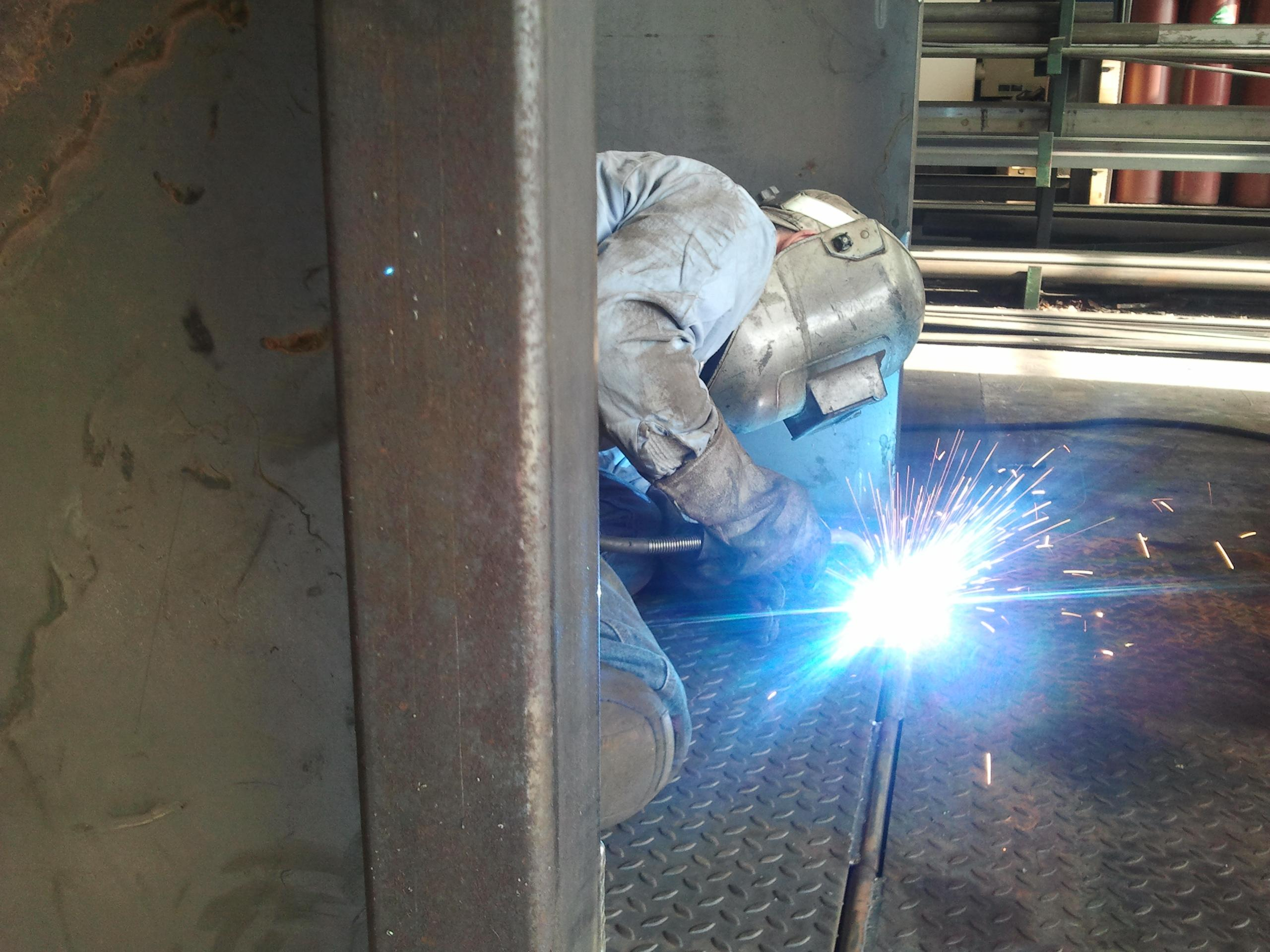
鋼材の溶接
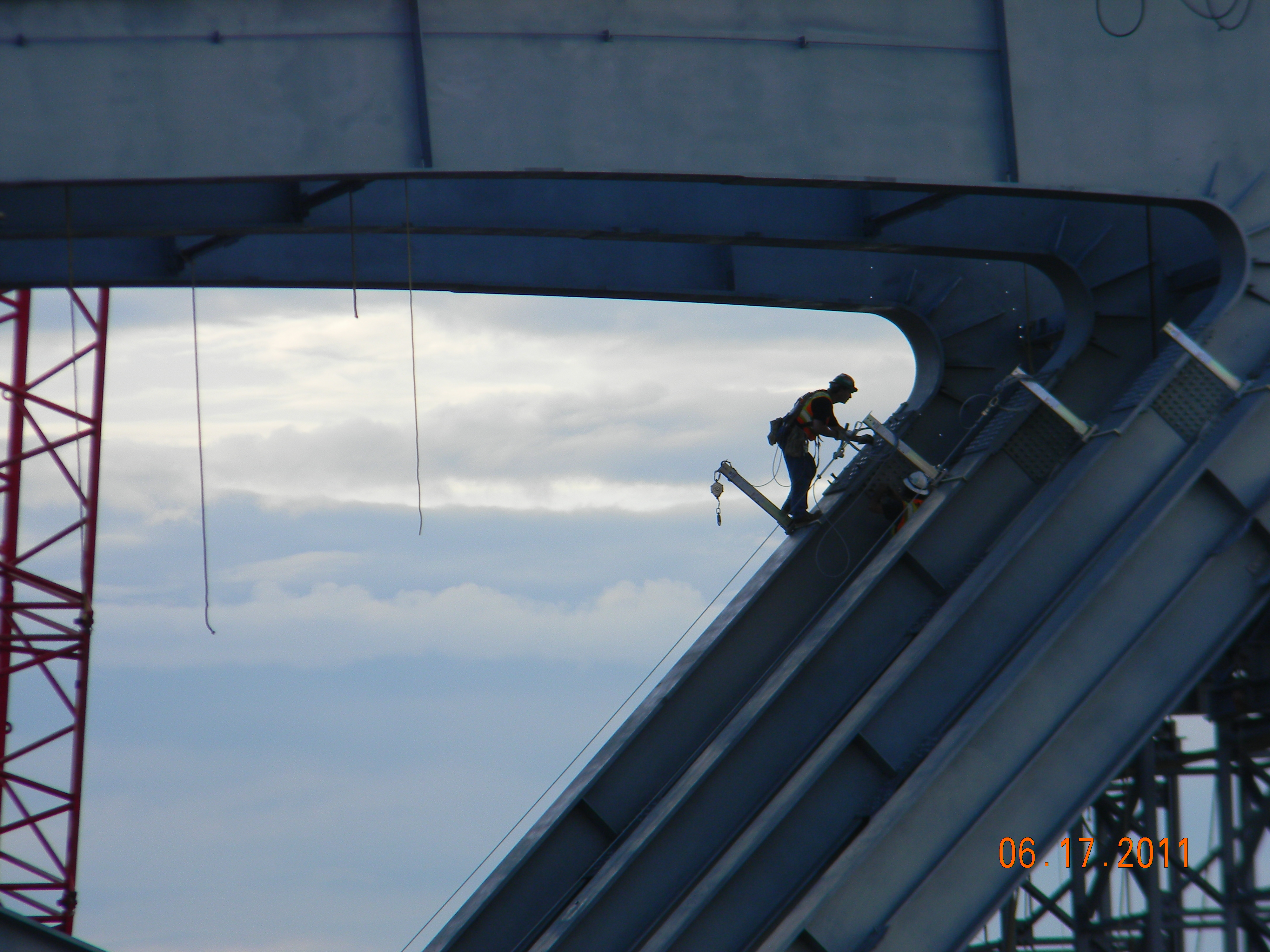
鋼鉄橋の施工